# Mlinska cesta, Slovenske Konjice

Mlinska cesta je ena izmed ulic v Slovenskih Konjicah.

## Zgodovina
Mlinska cesta je ime dobila po nekdanjem  mlinu, ki je danes v lasti rodbine Vertnik. Cesta je nekdaj vodila od ozkotirne železniške proge, ki je potekala pod Škalcami do enega od nekdaj zgolj štirih mostov čez Dravinjo (v trgu in okolici) in edinega, ki je tudi s severne strani omogočal povezavo do že omenjenega mlina. Ko so v osemdesetih letih preteklega stoletja na novi trasi regionalne ceste Maribor - Celje poleg starega mostu na Mlinski cesti zgradili novi cestni most oz. prehod čez reko Dravinjo, je prometna povezava po Mlinski cesti postala manj pomembna in odtlej namenjena zgolj stanovalcem, pešcem ter kolesarjem. Sedanji status Mlinske ceste kot mestne ulice je uredila Občina Slovenske Konjice z Odlokom o imenovanju ulic v mestu Slovenske Konjice leta 1992.

## Urbanizem
Mlinska cesta sedaj povezuje križišče Rimske ceste, Ulice Dušana Jereba in Slomškove ulice (po Rimski cesti in Ulici Dušana Jereba poteka tudi kolesarska pot L-353, povezujoča Zreče in Slovenske Konjice). Nahaja se v predelu mesta pod Škalcami in kot slepa ulica poteka do obrežja reke Dravinje. Na mestu starega mostu se z novo brvjo (2019) za kolesarje in pešce nadaljuje do prehoda za pešce na regionalni cesti Celje - Maribor.
Cesta služi kot dokaj frekventna povezava za pešce in kolesarje v smeri sever - jug, povezuje središče mesta (Stari trg in Mestni trg) s severnejšim predelom pod Škalcami, kjer se nahaja tudi Osnovna šola ob Dravinji. Priljubljena je tudi med pohodniki in sprehajalci, ki radi obiskujejo vinograde in vinotoč ter vinsko klet v Škalcah, v smeri proti jugu pa Trebniški dvorec s tamkajšnjim parkom, mestno pokopališče pri cerkvi sv. Ane na Zgornji Pristavi, Grad Konjice ali razglediščno točko Razgledna skala na Konjiški gori.
- Brv čez Dravinjo na Mlinski cesti